# Komet Blanpain
Komet Blanpain (uradna oznaka 289P/Blanpain, predhodna oznaka D/1819 W1 (Blanpain) je kratkoperiodični komet, ki ga je odkril francoski astronom Jean-Jacques Blanpain (1777–1843) 28. novembra 1819 v Marseillu. Blanpain je opisal komet »z zelo majhnim in nepravilnim jedrom.« Jean-Louis Pons je neodvisno odkril komet 5. decembra istega leta. Po tem se je sled za kometom izgubil, in so jo označili z oznako 'D' (Disappeared or Dead – izginuli ali mrtev). Leta 2003 so Marco Micheli in drugi izračunali elemente tira na novo odkritega asteroida 2003 WY25, ki se naj bi ujemali z izginulim kometom. Nadaljnja opazovanja asteroida leta 2005 Davida C. Jewitta z 2200 mm daljnogledom Univerze Havajev na Mauna Kei so odkrila šibko komo, ki podpira teorijo, da je 2003 WY25 izginuli komet, ali vsaj njegov del. Komet so uradno opredelili kot periodični komet 289P julija 2013, ko so ga ponovno odkrili s pregledom Pan-STARRS med izbruhom.

## Vir za Fenicide
Komet D/1819 W1 so predlagali kot starševsko telo za meteorski roj Fenicidov po prvem opazovanju roja Fenicidov leta 1956. Analiza tirov asteroida 2003 WY25 je podprla to domnevo in je zelo verjetno, da se je komet razdelil že pri svoji vrnitvi leta 1819. Trenutni Zemljin MOID je 0,015 a.e. (2.200.000 km).